# Jleper
Jleper is een bestuurslaag in het regentschap Demak van de provincie Midden-Java, Indonesië. Jleper telt 5184 inwoners (volkstelling 2010).